# Milan Cieslar
Milan Cieslar (nascido a 26 de Abril de 1960) é um realizador de cinema checo.